# Tour d’Azerbaïdjan
Die Tour d’Azerbaïdjan (zu Deutsch: Aserbaidschan-Rundfahrt) ist ein Etappenrennen in Aserbaidschan. Es ist nicht zu verwechseln mit dem iranischen Radrennen International Azerbaïdjan Tour.
Seit 2012 wird die Aserbaidschan-Rundfahrt jährlich ausgetragen. Im Anfangsjahr mit dem Namen Heydar Aliyev Anniversary Tour war sie in der UCI-Kategorie 2.2U. Im Jahr 2013 bekam die Rundfahrt den heutigen Namen. Zudem wurde sie im selben Jahr ein 2.2-Rennen und seit 2014 ist sie ein 2.1-Rennen der UCI.

## Sieger
- 2017  Hermann Pernsteiner[1]
- 2016  Markus Eibegger
- 2015  Primož Roglič
- 2014  Ilnur Sakarin
- 2013  Serhij Hretschyn
- 2012  Youcef Reguigui